# Lappeenrantai repülőtér
A Lappeenrantai repülőtér (IATA: LPP, ICAO: EFLP) Finnország egyik nemzetközi repülőtere, amely Lappeenranta közelében található. Éves utasforgalma 35 792 fő (2015).

## Futópályák
A repülőtér futópályái:
- 06/24 (2500 m, 60 m, aszfalt)

## Forgalom
Az utasforgalom az elmúlt években az alábbi módon változott:
| 2015 | 35 792 |